# フリオ・コロンボ
フリオ・コロンボ（Julio Colombo、1984年2月22日 - ）はグアドループ・サン・クロード出身の元サッカー選手。現役時代のポジションはディフェンダー。

## 経歴
1999年にモンペリエHSCに入団し、2002年にリーグ・アンデビューを果たした。2004-05シーズンからはクラブの降格に伴いリーグ・ドゥでプレーした。

## 代表歴
世代別フランス代表としてUEFA U-17欧州選手権、FIFA U-17ワールドカップ、UEFA U-19欧州選手権に出場した。

## タイトル
| シーズン | チーム           | タイトル                |
| -------- | ---------------- | ----------------------- |
| 2001     | U-17フランス代表 | FIFA U-17ワールドカップ |